# Цекинівка (пункт пропуску)
48°09′20″ пн. ш. 28°19′33″ сх. д. / 48.15556° пн. ш. 28.32583° сх. д.
Цеки́нівка — пункт пропуску через Державний кордон України на кордоні з Молдовою.
Розташований у Вінницькій області, Ямпільський район, в однойменному селі на автошляху місцевого значення. Із молдавського боку через Дністер розташований пункт пропуску «Сороки», Сороцький район, на автошляху М2.
Вид пункту пропуску — поромний. Статус пункту пропуску — міждержавний. Характер перевезень — вантажний та пасажирський.
Також пункт пропуску «Цекинівка» здійснює річковий пункт пропуску, який має місцеве значення. Він здійснює пасажирські та вантажні перевезення, діє упродовж світлого часу доби.
Пункт пропуску «Цекинівка» може здійснювати лише радіологічний, митний та прикордонний контроль.
Пункт пропуску «Цекинівка» входить до складу митного посту «Ямпіль» Вінницької митниці. Код пункту контролю — 40107 06 00 (24).

## Галерея

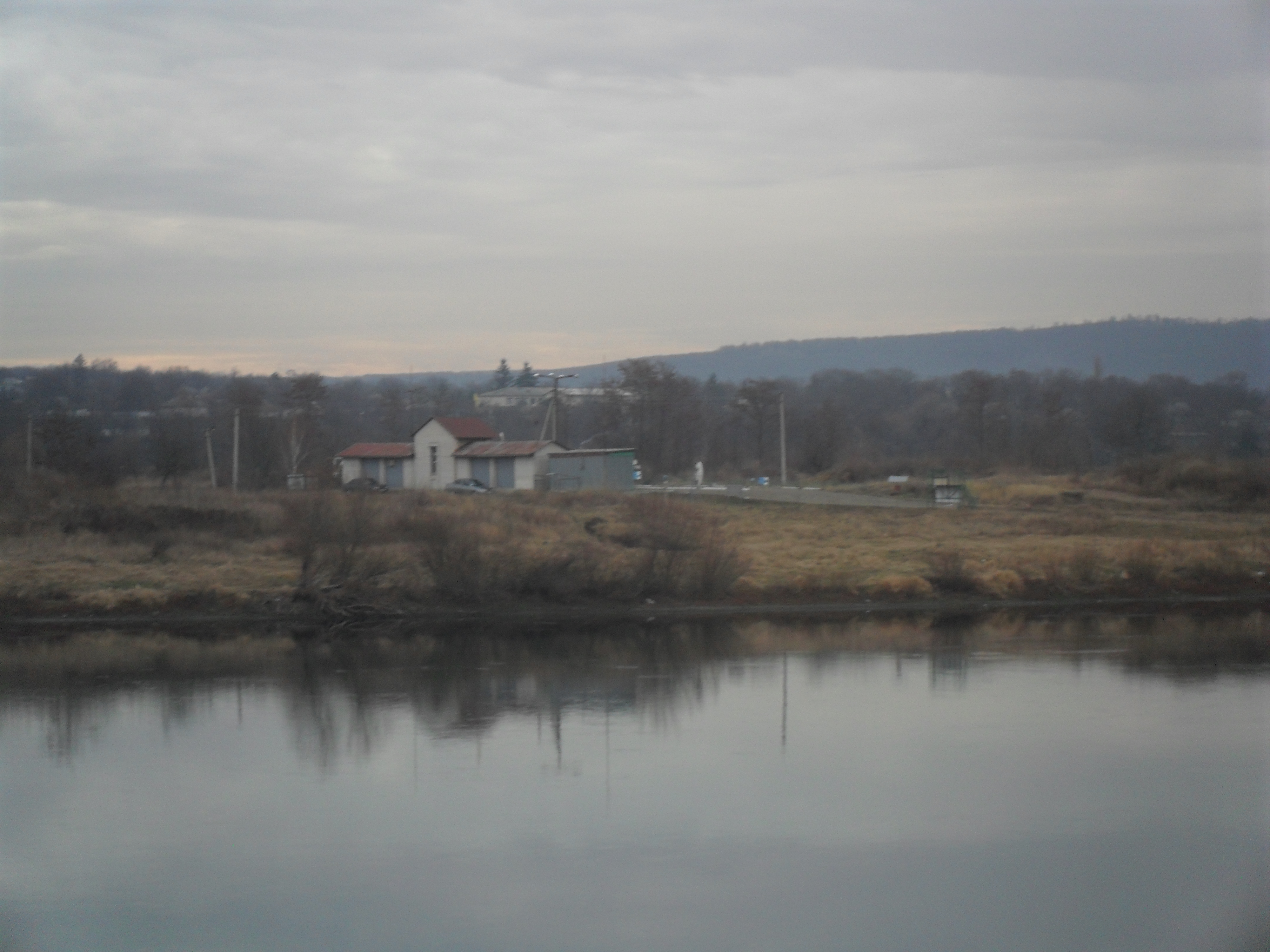
Міждержавний поромний пункт пропуску "Цекинівка"
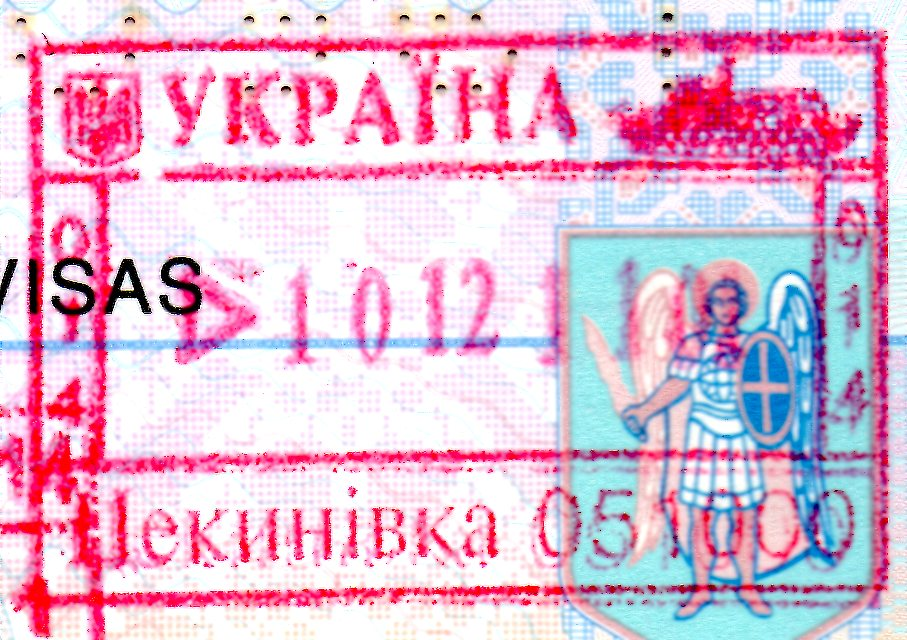
Штамп пункту пропуску "Цекинівка"
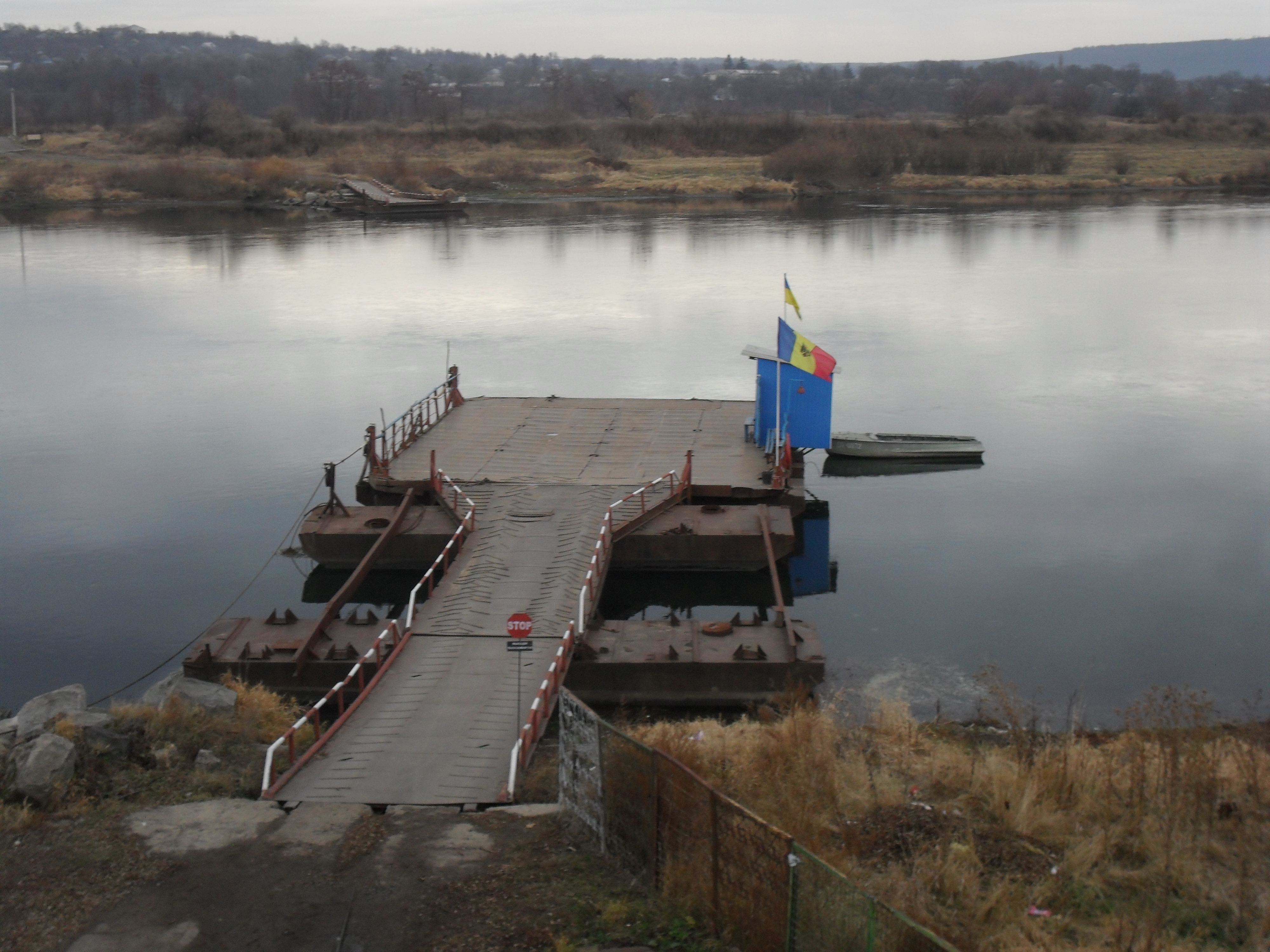
Поромна переправа через Дністер Сороки-Цекинівка (вид з Молдови)

.